# 井田隆一
井田 隆一（いだ りゅういち、1945年（昭和20年）12月10日 - ）は、日本の政治家。元栃木県真岡市長（2期）。真岡鐵道の代表取締役社長を務めている。

## 来歴
1964年（昭和39年）4月、真岡市役所に入庁。2000年（平成12年）4月、芳賀赤十字病院事務部長（参事）に就任。建設部長、企業誘致推進部長、総務部長などを歴任。2005年（平成17年）7月、真岡市助役に就任。2007年（平成19年）4月、副市長に就任。 
2009年（平成21年）4月26日に行われた真岡市長選挙に出馬。民主党の推薦を受けた病院理事長の斎藤鉄男ら3候補を破り初当選した。2013年（平成25年）、無投票で再選。